# Robert Szewalski

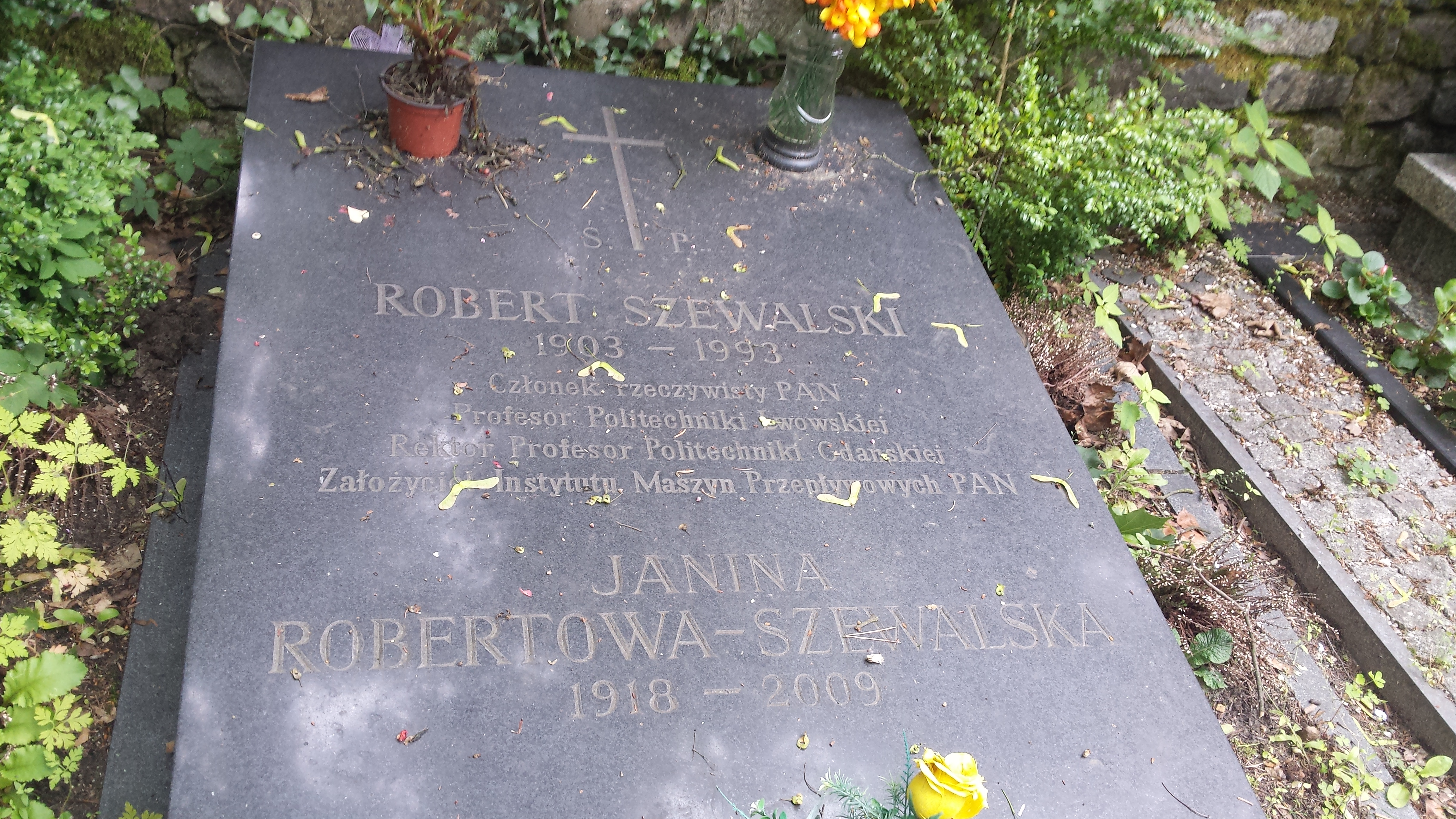
Grób profesora Roberta Szewalskiego na cmentarzu Srebrzysko

Robert Tadeusz Seweryn Szewalski (ur. 16 sierpnia 1903 w Nisku, zm. 9 lutego 1993 w Gdańsku) — polski inżynier, uczony i wynalazca, specjalista energetyki cieplnej, w szczególności techniki turbinowej, profesor Politechniki Lwowskiej (do 1945) i (po wojnie) Politechniki Gdańskiej, członek rzeczywisty PAN (od 1961), twórca i dyrektor Instytutu Maszyn Przepływowych PAN w Gdańsku.

## Życie prywatne
Syn Marka Zygmunta (1863–1937), pułkownika Wojska Polskiego i Barbary Marii z domu Sellburger. Miał dwóch braci: Stanisława (1902–1984, oficer artylerii) i Stefana (major dyplomowany, doktor praw).

## Działalność naukowa
W 1921 ukończył z odznaczeniem VIII klasę i 6 czerwca 1921 zdał egzamin dojrzałości w X Państwowym Gimnazjum im. Henryka Sienkiewicza we Lwowie. W 1929 ukończył Politechnikę Lwowską, w 1930 Technische Hochschule w Monachium. Od 1927 był związany z Politechniką Lwowską (potem Lwowskim Instytutem Politechnicznym), przechodząc kolejne szczeble kariery – od asystenta do profesora nadzwyczajnego i kierownika Katedry Teorii Mechanizmów i Maszyn oraz Katedry Turbin Parowych i Gazowych. Doktorat obronił w 1935, habilitował się trzy lata później. Był członkiem Polskiego Towarzystwa Politechnicznego we Lwowie.
W latach 1942–44, podczas niemieckiej okupacji Lwowa, pracował na stanowisku kierownika warsztatu przyrządów laboratoryjnych. W 1944 wrócił na uczelnię, obejmując kierownictwo dwóch katedr.
W 1945 roku na zaproszenie rektora PG przeniósł się do Gdańska, na stanowisko profesora nadzwyczajnego Katedry Turbin Parowych, Spalinowych i Sprężarek Wirnikowych na Wydziale Budowy Okrętów. Nominowany na prof. zwyczajnego w styczniu 1949. W latach 1950–1952 pełnił funkcję dziekana Wydziału Budownictwa Okrętowego Politechniki Gdańskiej, a w latach 1951–1954 – funkcję rektora uczelni.
W latach 1946–1947 przebywał w Stanach Zjednoczonych oraz Anglii, poznając najnowsze osiągnięcia techniki turbinowej. Jako ekspert dwukrotnie wyjeżdżał także do Szwajcarii.
Ponadto w latach 1947–1949 współpracował z Politechniką Wrocławską jako profesor nadzwyczajny i kierownik Katdery Turbin. 

Pracował jako doradca techniczny w zakresie turbin i turbosprężarek w Zakładach Mechanicznych im. K. Świerczewskiego w Elblągu oraz jako kierownik Biura Konstrukcji Turbin w Elblągu przy Zakładzie Turbin PG w Gdańsku.
Od maja 1952 r. pełnił funkcję zastępcy przewodniczącego Komitetu Budowy Maszyn PAN. W 1953 przyczynił się do powołania Instytutu Maszyn Przepływowych PAN w Gdańsku i stanął na jego czele (do 1970), na emeryturze pozostając jego konsultantem naukowym. Gościnnie wykładał na uniwersytetach w Stuttgarcie i Hanowerze oraz Brown University w Providence (Rhode Island). 
Od 1952 był członkiem-korespondentem PAN, od 1961 - członkiem rzeczywistym. Wchodził w skład Komitetu Budowy Maszyn PAN, Komitetu Termodynamiki i Spalania PAN, Komitetu Energetyki PAN.
Był konstruktorem pierwszej polskiej turbiny przemysłowej (1953), później także innych turbin przemysłowych.
Należał m.in. do Gdańskiego Towarzystwa Naukowego, pełniąc w nim funkcję prezesa w latach 1970–1972; później nadano mu tytuł członka i prezesa honorowego. Przed II wojną światową działał we Lwowskim Towarzystwie Politechnicznym. Został również powołany do wielu zagranicznych towarzystw naukowych. Był członkiem ZBoWiD.
Autor ponad 200 publikacji naukowych, z których najważniejsze to:
- Podręcznik Teoria mechanizmów i maszyn (1959)
- Turbiny parowe i turbiny gazowe („Mechanik”, 1963)
- Problem rozwoju techniki energetycznej (1977)

Twórca Nagrody Naukowej Miasta Gdańska im. Jana Heweliusza, długoletni przewodniczący komitetu tejże nagrody.
W 1978 r. Politechnika Gdańska uhonorowała go tytułem doktora honoris causa, w 1987 – taki tytuł przyznała mu Politechnika Poznańska.
Pochowany został na cmentarzu Srebrzysko w Gdańsku-Wrzeszczu (rejon IX, kwatera profesorów).

## Odznaczenia i nagrody
- Order Sztandaru Pracy I klasy (1983)
- Order Sztandaru Pracy II klasy (1974)
- Krzyż Komandorski Orderu Odrodzenia Polski Orderu Odrodzenia Polski (1959)
- Krzyż Oficerski Orderu Odrodzenia Polski (19 lipca 1954, za zasługi w dziedzinie nauki)[7]
- Medal Niepodległości (27 czerwca 1938, za pracę w dziele odzyskania niepodległości)[8]
- Medal 10-lecia Polski Ludowej (14 stycznia 1955, na wniosek Prezesa Polskiej Akademii Nauk)[9]
- Indywidualna Państwowa Nagroda Naukowa I stopnia za całokształt działalności naukowej (1980)
- Medal im. Mikołaja Kopernika Polskiej Akademii Nauk (1986)[10]
- Wpis do Księgi honorowej zasłużonych dla ziemi gdańskiej